# 坎普马约尔
坎普马约尔（葡萄牙語：Campo Maior）是巴西皮奥伊州的一个市镇。总面积1699.383平方公里，总人口44526人，人口密度26.2人/平方公里。